# デスマッチ 檻の中の拳闘
『デスマッチ 檻の中の拳闘』（デスマッチ おりのなかのけんとう、Donnybrook）は2018年のアメリカ合衆国のドラマ映画。監督はティム・サットン、出演はジェイミー・ベルとフランク・グリロなど。フランク・ビルが2013年に上梓した小説『Donnybrook』を原作とし、どん底生活から抜け出すため、賞金10万ドルを賭けた格闘技大会「ドニーブルック」に挑む男を描いている。
2018年9月に開催された第43回トロント国際映画祭で初上映された。

## ストーリー
元海兵隊員のアールは妻と2人の子供たちと一緒にトレイラー・パークで暮らしていた。アールは家族にもっと良い暮らしをさせてやりたいと思っていたが、腕っ節以外に人より秀でているものはなく、今までの生活を維持するのが精一杯であった。そんなある日、アールは優勝賞金10万ドルの乱闘大会が開催されるという情報を得た。アールは近所のガンショップから金を強奪し、その金で参加費を工面することにした。アールが帰宅すると、そこには借金取り（アンガスと妹のデリア）がいた。アンガスは麻薬の売人としても活動しており、良心のかけらもないことで知られていた。両者の間に険悪な雰囲気が漂ったが、ほどなくして、アンガスは家から出て行った。その後、アールは家族を連れて乱闘大会の会場へと向かった。
アンガスがデリアと帰宅したところ、自宅は炎に包まれていた。火災を引き起こした料理人を殺した後、アンガスはビジネスパートナーのエルドンを訪ねた。アンガスはエルドンに金の無心をしたが、エルドンはそれを素っ気なく断った。怒ったアンガスはデリアにエルドンの殺害を命じた。デリアはエルドンから「アンガスを殺せば、君は自由になれる」と言われたが、結局はアンガスの指示に従った。アンガスから罵倒されるばかりの日々にうんざりしたデリアは、自殺したいという衝動に駆られたが、あと一歩のところで踏みとどまった。そして、デリアはアンガスを銃撃した。デリアはアールの話を盗み聞きしており、麻薬をカバンに詰め込んだ後、乱闘大会の会場へ向かった。その頃、何とか生きていたアンガスはデリアに復讐すると心に誓っており、偶然通りかかった車を強奪して彼女の後を追う。

## キャスト
※括弧内は日本語吹替
- ジャーヘッド・アール: ジェイミー・ベル（福田賢二）
- チェーンソー・アンガス: フランク・グリロ（鶴岡聡）
- ウェーレン: ジェームズ・バッジ・デール（庄司然）
- デリア・アンガス: マーガレット・クアリー（大津愛理）
- マッギル: クリス・ブラウニング（英語版）
- ドート: アダム・バートリー（英語版）
- ポー: ジェームズ・ランドリー・ヘバート
- エルドン: パット・ヒーリー
- モーゼス: アレクサンダー・ウォッシュバーン
- パーセル: デヴィッド・マイヤーズ・グレゴリー

## 製作
2017年5月11日、バックアップ・メディアがティム・サットン監督の新作映画に出資すると報じられた。10月17日、ジェイミー・ベル、フランク・グリロ、ジェームズ・バッジ・デール、マーガレット・クアリーの起用が発表された。23日、本作の主要撮影がオハイオ州のシンシナティで始まった。31日、アダム・バートリーとジェームズ・ランドリー・ヘバートがキャスト入りした。2018年5月1日、フィリップ・モスマンが本作で使用される楽曲を手掛けるとの報道があった。

## 公開・興行収入
2018年9月7日、本作は第43回トロント国際映画祭でプレミア上映された。14日、IFCフィルムズが本作の全米配給権を獲得したと報じられた。21日、ファンタスティック・フェストで本作の上映が行われた。2019年1月25日、本作のオフィシャル・トレイラーが公開された。2月15日、本作は全米80館で限定公開され、公開初週末に9802ドル（1館当たり188ドル）を稼ぎ出し、週末興行収入ランキング初登場65位となった。

## 評価
本作に対する批評家からの評価は伸び悩んでいる。映画批評集積サイトのRotten Tomatoesには46件のレビューがあり、批評家支持率は39%、平均点は10点満点で5.5点となっている。サイト側による批評家の見解の要約は「『デスマッチ 檻の中の拳闘』が表現しようとしたものは高尚なものであり、キャストには優れた俳優が起用されている。しかし、表層的なストーリーと強烈に過ぎる暴力描写のために、同作の魅力は薄れてしまっている。」となっている。また、Metacriticには15件のレビューがあり、加重平均値は53/100となっている。